# Euripide
Euripide (în greacă Εὐριπίδης; n. anii 480 î.Hr., Salamina, Administrația descentralizată a Atticii⁠(d), Grecia – d. anii 400 î.Hr., Pella, Macedonia Antică) a fost un poet tragic grec. Aristotel l-a supranumit „poetul tragic prin excelență”.
Alături de Eschil și Sofocle, Euripide face parte din celebra triadă a poeților dramatici eleni, care au pus bazele tragediei clasice. Influențat într-o oarecare măsură de Protagoras, Euripide a împărtășit unele concepții ale sofiștilor.

## Texte
Din vasta operă a lui Euripide (circa 90 de piese) s-au păstrat 17 tragedii și o dramă satirică (între care „Ion, Ifigenia în Aulis, Troienele, Rugătoarele, Fenicienele, Heraclizii, Oreste, Hecuba, Medeea”.) El a fost primul autor dramatic preocupat de prezentarea psihologiei feminine în variate nuanțe și ipostaze. Pornind de la legende cu caracter mitologic, Euripide a creat conflicte și caractere care laicizează în măsură considerabilă dramaturgia elină, mutând accentul asupra omului și problemelor sale sufletești. Personajele lui Euripide nu mai sunt victime oarbe ale fatalității, ci purtători de pasiuni, adesea violente. Ele dezbat probleme filosofice și etice, enunță maxime. Din acest motiv, Euripide a fost supranumit și „filosoful scenei”.
Euripide a fost totodată un inovator al teatrului antic grec: a restrâns în continuare rolul corului și a adus, alături de elementele tragice, și elemente comice, prevestind astfel drama. A introdus în compoziția tragediei intriga, peripeția, recunoașterea, prologul și așa-numitul „deus ex machina”, necesar pentru dezlegarea nodului acțiunii.
Euripide a inspirat mari scriitori ca Racine, Corneille, Voltaire, Lessing, Goethe ș.a. În limba română, piese de Euripide au început să fie jucate în a doua jumătate a secolului al XIX-lea, în traducerile semnate de Panait Ioanide și Petre Dulfu.

## Opera

### Tragedii
1. Alcesta (Άλκηστις , "Alkestis")
2. Medeea (Mήδεια, "Medeia")
3. Heraclidele (Ηρακλείδαι)

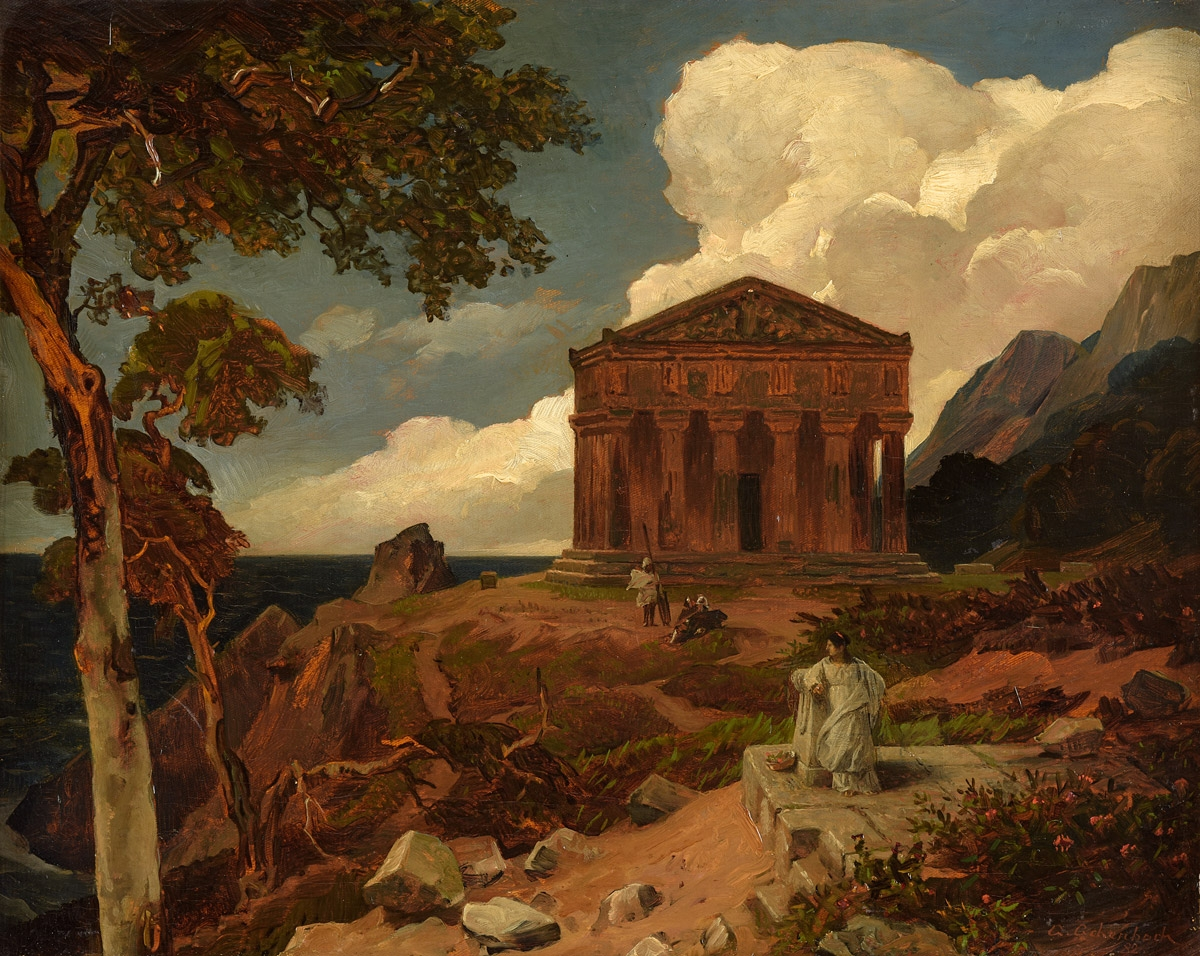
Ifigenia în Taurida, pictură de Andreas Achenbach

4. Hipolit (Ιππόλυτος , "Hippolytos")
5. Andromaca (Ανδρομάχη)
6. Hecuba (Εκάβη)
7. Supliciile
8. Electra (Ηλέκτρα)
9. Heracle
10. Troienele (Τρωάδες, "Troades")
11. Ifigenia în Taurida (Ιφιγένεια εν Ταύροις, "Iphigeneia he in Taurois")
12. Ion (Ίων)
13. Elena (Ελένη)
14. Fenicienele (Φοίνισσαι)
15. Oreste (Ορέστης, "Orestes")
16. Bachantele (Βάκχαι)
17. Ifigenia la Aulis (Ιφιγένεια εν Αυλίδι, "Iphigeneia he in Aulidi")
18. Ciclopul (Κύκλωψ , "Kyklops")